# Calophyllum glaucescens
Calophyllum glaucescens är en tvåhjärtbladig växtart som beskrevs av Henry Nicholas Ridley. Calophyllum glaucescens ingår i släktet Calophyllum och familjen Calophyllaceae. Inga underarter finns listade i Catalogue of Life.